# 謝廷寀
謝廷寀（1534年—？年），字思敬，號养和，江西撫州府金谿縣人，明朝政治人物。

## 生平
正月十七日生，行三十二，治《書經》，由縣學生中式嘉靖四十三年（1564年）甲子科江西鄉試第九十二名舉人，年三十八歲中式隆慶五年（1571年）辛未科會試第一百八十三名，第三甲第二十六名進士。兵部觀政，授济南府推官，丁憂歸。萬曆四年（1576年）复除福州府推官，七年升吏部主事，八年丁憂。十一年复除本部，十二年升员外郎，给假，十四年复除本部，十五年官至吏部郎中，十六年调考功司，十七年调文选司，十九年养病。

## 家族
曾祖謝傑，運司副使；祖謝廣受；父謝杞；母徐氏；繼母江氏；繼母劉氏。具慶下，妻饒氏，兄廷賓，弟廷諒；廷諧；廷諷；廷讚；廷誼。